# Махалдиани, Вахтанг Васильевич
Вахтанг Васильевич Махалдиани (21 января 1911, Булачаури, Мцхета-Мтианети или Млета, Российская империя — 4 декабря 1982, Тбилиси) — советский хозяйственный, государственный и политический деятель, доктор технических наук, академик АН Грузинской ССР, член КПСС.

## Биография
Родился в 1911 году в Булачаури.
С 1935 года — на хозяйственной, общественной и политической работе.
С 1935 года работал в Грузинском сельскохозяйственном институте, ассистент, затем — доцент.
Участник Великой Отечественной войны, призван в армию 23 июня 1941 года, служил начальником полевого фронтового склада автобронетанкового имущества. Был награждён боевыми наградами, получил лёгкое ранение в голову
Профессор Грузинского сельскохозяйственного института, академик-секретарь Отделения прикладной механики и процессов управления АН Грузинской ССР.
Умер в Тбилиси в 1982 году.

## Достижения
Заслуженный деятель науки и техники Грузинской ССР.
Лауреат двух Государственных премий Грузинской ССР.